# Квінсі Голл
Квінсі Голл (англ. Quincy Hall; нар. 31 липня 1998) — американський легкоатлет, який спеціалізується на спринті.

## Спортивні досягнення
Олімпійський чемпіон з бігу на 400 метрів (2024).
Чемпіон світу з естафетного бігу 4×400 метрів (2023). Бронзовий призер чемпіонату світу з бігу на 400 метрів (2023).
Чемпіон Північної і Центральної Америки та країн Карибського басейну з чоловічого та змішаного естафетного бігу 4×400 метрів (2022).
Чемпіон США з бігу на 400 метрів (2024). Бронзовий призер чемпіонату США з бігу на 400 метрів (2023).